# Romulus Augustulus

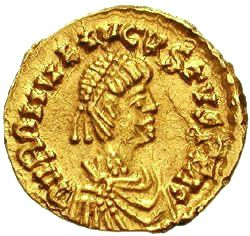
Tremissis des Romulus Augustulus; 475/76

Romulus Augustulus (eigentlich Romulus Augustus; * um 460; † nach 476) war der letzte Kaiser des Weströmischen Reiches, der in Italien herrschte. Letzter vom Oströmischen Reich anerkannter Kaiser war jedoch sein Vorgänger Julius Nepos, während Romulus ein Usurpator war.

## Leben
Romulus war nach seinem Großvater mütterlicherseits, dem weströmischen comes Romulus, benannt. Er war noch ein Kind, als ihn sein Vater, der patricius und magister militum Orestes, am 31. Oktober des Jahres 475 von den Truppen zum Kaiser (Augustus) ausrufen ließ. Sein offizieller Name und Titel auf den für ihn geprägten Münzen lautete: D(ominus) N(oster) ROMVLVS A(V)GVSTVS P(ius) F(elix) AVG(ustus) = Unser Herr Romulus Augustus, der Fromme, Glückliche, Erhabene. Dabei ist das erste „Augustus“ als sein Name und das zweite als sein Titel zu verstehen. Wegen seiner jungen Jahre und seiner Bedeutungslosigkeit wurde der junge Kaiser von der politischen Opposition mit den Spottnamen „Augustulus“ („das Kaiserlein“) und „Momyllus“ („der kleine Schandfleck“) bedacht.
Romulus war viel zu jung und unerfahren, um das weströmische Reich selbst zu regieren. Er war die ganze Zeit seiner Regierung nur eine Marionette, deren Fäden sein Vater in den Händen hielt. Dieser hatte bemerkenswerterweise darauf verzichtet, selbst Kaiser zu werden, da ihm der Posten des Armeekommandeurs offensichtlich inzwischen wichtiger als der Thron erschien. Gegen Orestes und Romulus stand jedoch noch Julius Nepos, der legitime weströmische Kaiser, der rund zwei Monate vor der Ausrufung Romulus’ zum Kaiser aus Rom nach Dalmatien geflohen war. Von dieser Provinz aus übte Nepos jedoch noch erheblichen Einfluss aus, vielleicht sogar mehr als Orestes oder Romulus, denn im Unterschied zu Romulus wurde er vom oströmischen Kaiser offiziell anerkannt. Der Machtbereich der weströmischen Regierung unter Orestes beschränkte sich daher weitgehend auf Italien.
Denn die Krise, die das weströmische Kaisertum zu seinem Ende führte, hatte schon Jahrzehnte zuvor begonnen. Die Anführer zumeist germanischer Kriegerverbände hatten endlose Bürgerkriege in Westrom zum Anlass genommen, sich von der Zentralregierung loszusagen und schließlich eigene Reiche zu errichten (siehe Völkerwanderung und Spätantike). Westrom war im Verlauf des 5. Jahrhunderts zunehmend zu einem von (römischen ebenso wie „barbarischen“) Generälen beherrschten Staat geworden, in dem die zivile Verwaltung und der Kaiser kaum noch reale Macht besaßen.
Als nun bald nach dem Putsch des römischen Generals Orestes dessen germanische foederati Land in Italien forderten und Orestes ihnen dies verweigerte, kam es am 23. August 476 zur offenen Rebellion. Orestes wurde fünf Tage später geschlagen und getötet. Anführer der Rebellen war der hohe Offizier Odoaker, Sohn des Edekon, der einst im Dienste des Hunnen Attila gestanden hatte (was auch für Orestes galt), und einer Skirin; Odoaker hatte schon unter Ricimer gedient. Er besiegte auch Orestes’ Bruder, marschierte Anfang September 476 in Ravenna ein, setzte Romulus am 4. September ab, verbannte ihn aus Ravenna auf die Festung Castellum Lucullanum vor der Küste Neapels und übersandte die Kaiserinsignien nach Ostrom mit der Bemerkung, man brauche in Italien keinen eigenen Augustus mehr, sondern unterstelle sich dem römischen Kaiser in Konstantinopel.
Da das weströmische Kaisertum damit abgeschafft war, ging von Romulus – anders als bei früheren gestürzten Kaisern – keine Gefahr aus. Er wurde daher nicht getötet, sondern erhielt fortan eine jährliche Pension von 6.000 Solidi. Wann er starb, ist unbekannt. Cassiodor berichtet in seinen Variae über eine Schenkung Theoderichs des Großen an einen Romulus (zwischen 507 und 510); es ist jedoch unklar, ob es sich dabei um Romulus Augustulus handelt.

## Das Ende Westroms

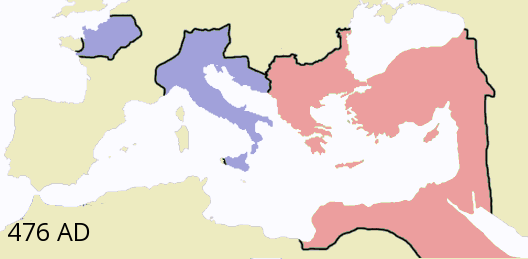
„Westrom“ und „Ostrom“ im Jahre 476

Nach Absetzung des Romulus (September 476) ließ Odoaker sich von seinen (überwiegend germanischen) Soldaten zum König von Italien (lat. rex Italiae) ausrufen und wurde vom oströmischen Kaiser Zenon zunächst de facto als Regent anerkannt. Zwar übte Julius Nepos, den Zenon nach wie vor offiziell als Kaiser des Westens betrachtete, von Dalmatien aus immer noch Einfluss auf das Reich aus, doch wurde er im Jahr 480 ermordet, und Odoaker hatte nun die alleinige Herrschaft über Italien inne. Erst 488 kam es zum Bruch mit Zenon.
Die Absetzung 476 besiegelte nach traditioneller Ansicht den Untergang des Römischen Reiches im Westen, wie Marcellinus Comes circa 40 Jahre später vermerkte, auch wenn es nicht das Ende der Antike war, wie in der älteren Forschung oft angenommen wurde (vgl. Spätantike), da sich noch bis ins 6./7. Jahrhundert zahlreiche Kontinuitätslinien ausmachen lassen. Nach Ansicht mancher Historiker überdauerte Westrom auch das Jahr 476, da der Senat und der Hof in Ravenna ebenso wie die römische Verwaltung Italiens noch mehrere Jahrzehnte weiterbestanden.
Dennoch markiert 476 eine Zäsur: Entscheidend war, dass es Odoaker nicht mehr für nötig befunden hatte, einen (Marionetten)-Herrscher einzusetzen (seine Vorgänger, wie besonders Ricimer, waren noch so verfahren), sondern das Amt des Westkaisers faktisch abgeschafft hatte, was sich in zwei Dingen äußerte: Zum einen in dem Umstand, dass er Romulus leben ließ, zum anderen durch die Übersendung der Insignien des weströmischen Kaisertums (die ornamenta palatii) nach Konstantinopel. Gegenüber Zenon stellten Odoakers Gesandte laut dem Geschichtsschreiber Malchus von Philadelphia ausdrücklich fest, der Westen bedürfe keines eigenen Kaisers mehr, der Augustus im Osten genüge nun für das Gesamtreich.
476 endete daher das weströmische Kaisertum (ob in diesem Jahr auch Westrom endete, ist umstritten). Das oströmische, später byzantinische, Reich hingegen überdauerte die Krise der Völkerwanderung um fast ein Jahrtausend und endete erst 1453 mit der Eroberung durch die Osmanen.

## Rezeption
Der letzte Kaiser Roms ist der Hauptakteur der „ungeschichtlichen historischen“ Komödie Romulus der Große von Friedrich Dürrenmatt.
Valerio Massimo Manfredi widmete Romulus Augustulus den Roman L’ultima legione, der im Jahre 2007 unter dem Titel Die letzte Legion verfilmt wurde.